# Airplane!
Airplane! (Brasil: Apertem os Cintos... o Piloto Sumiu! / Portugal: O Aeroplano) é um filme americano de 1980 do gênero comédia satírica de catástrofe dirigido e escrito por Jim Abrahams e pelos irmãos David e Jerry Zucker, sendo distribuído pela Paramount Pictures.
Estrelado por Robert Hays e Julie Hagerty e apresentando Leslie Nielsen, Robert Stack, Lloyd Bridges, Peter Graves, Kareem Abdul-Jabbar e Lorna Patterson, o filme é uma paródia de Zero Hour!, uma produção de 1957 do gênero drama catastrófico e também da Paramount; Airplane! toma emprestado todo o enredo de Zero Hour!, assim como alguns de seus personagens. O filme também utiliza alguns elementos de Airport 1975. O filme é conhecido por seu uso de humor surreal e comédia pastelão como trocadilhos tanto visuais quanto verbais e piadas com humor negro. Apesar do avião mostrado no filme ser a jato, são utilizados no longa efeitos sonoros de hélices para a aeronave.
Airplane! recebeu aclamação crítica e também foi um grande sucesso financeiro, arrecadando cerca de US$ 130 milhões mundialmente contra um orçamento de US$ 3,5 milhões; só na América do Norte, o filme arrecadou US$ 83 milhões. Os criadores do filme receberam o Prêmio Writers Guild of America Award na categoria de Melhor Roteiro Adaptado, além de indicações para o Globo de Ouro de Melhor Filme - Musical ou Comédia e para o Prêmio BAFTA de Melhor Roteiro.
Nos anos posteriores ao seu lançamento, a reputação do filme cresceu substancialmente: Airplane! foi classificado em sexto lugar na lista dos 100 filmes mais divertidos de sempre do canal de TV americano Bravo; em uma pesquisa de 2007 do Channel 4 no Reino Unido, o filme foi considerado a segunda maior comédia de todos os tempos, depois de A Vida de Brian, do grupo Monty Python; também foi eleito o décimo filme mais engraçado de todos os tempos pelo American Film Institute; além de ser considerado pela revista Empire como um dos "500 maiores filmes de todos os tempos". Em 2010, o filme foi selecionado para preservação no National Film Registry pela Biblioteca do Congresso estadunidense como sendo "culturalmente, historicamente ou esteticamente significativo". A comédia teve uma continuação em 1982 chamada Airplane II: The Sequel, sem a participação dos diretores, mas com vários atores do filme original.

## Enredo
Ted Striker, um ex-piloto combatente de uma guerra não nomeada, tornou-se traumatizado após o final desta, adquirindo o medo de voar. Tenta reconquistar o seu grande amor, Elaine, uma mulher que conhecera nos tempos da Guerra e que é agora uma aeromoça. Ted compra uma passagem para o avião onde ela servirá, que voará de Los Angeles a Chicago. Durante o voo, contudo, Elaine rejeita as suas intermitentes tentativas de proposta de Ted para reatar seu relacionamento.
Após o jantar ter sido servido na aeronave, muitos dos passageiros adoecem, porém um destes, Dr. Barry Rumack dá-se conta rapidamente de que é o peixe da refeição que está a causar os desmaios. As aeromoças descobrem também que o piloto Clarence Oveur (na dublagem brasileira, Liberato Camb) e o seu co-piloto Roger Murdock (que na verdade é o jogador de basquete Kareem Abdul-Jabbar "disfarçado" de piloto) tinham também ficado inconscientes, deixando ninguém a bordo profissionalmente capaz de pilotar o avião. Elaine entretanto contata a torre de controle de Chicago numa tentativa de pedir ajuda e recebe instruções do estressado supervisor McCroskey para ativar o piloto automático do avião, que na verdade trata-se de um grande boneco inflável chamado "Otto" e que os levará até Chicago mas não conseguirá aterrizar o avião. Elaine percebe que Striker, é o único a bordo da aeronave que tem alguma chance de pousar o avião e que não adoeceu como as outras pessoas, tornando-se a única esperança da tripulação e dos passageiros.
Além disso, McCroskey chama Rex Kramer um experiente piloto para ajudá-lo e que atuou com Ted Striker na guerra. Quando o avião se aproxima de Chicago, Striker começa a tornar-se cada vez mais apreensivo, chegando a desistir da aterrissagem, mas depois de uma conversa "animadora" com o Dr. Rumack, Ted volta para o cockpit para tentar guiar a aeronave mais uma vez. Assim, e com o interminável rol de conselhos de Kramer, Striker se torna capaz de ultrapassar todos os seus medos e pousar o avião de forma segura, embora sofra um considerável estrago no trem de pouso. A coragem de Striker faz com que o amor de Elaine por ele reacenda de novo e ambos finalmente reatam seu relacionamento. Ao se beijarem depois do resgate dos passageiros eles avistam o piloto automático inflável Otto decolando o avião vazio depois de insuflar uma aeromoça feminina.

## Elenco
- Robert Hays – Ted Striker
- Julie Hagerty – Elaine Dickinson
- Kareem Abdul-Jabbar – Roger Murdock/ele mesmo
- Lloyd Bridges – McCroskey, controlador de voo
- Peter Graves – Comandante Clarence Oveur
- Leslie Nielsen – Dr. Barry Rumack
- Lorna Patterson – Randy, a aeromoça loira
- Robert Stack – capitão Rex Kramer
- Stephen Stucker – Johnny, funcionário brincalhão
- Frank Ashmore – Victor Basta, engenheiro de voo
- Jonathan Banks – Gunderson, funcionário do radar
- Craig Berenson – Paul Carey, mensageiro de Rex Kramer
- Barbara Billingsley – senhora que fala por gíria
- Lee Bryant – Sra. Hammen
- Nicholas Pryor – Sr. Jim Hammen
- Rossie Harris – Joey Hammen, garoto que visita os pilotos
- Joyce Bulifant – Sra. Davis, mãe de Lisa
- Jill Whelan – Lisa Davis, garota a ser transplantada
- Marcy Goldman –  esposa de Geline
- Barbara Stuart –  esposa de Rex Kramer
- James Hong – general japonês
- Norman Alexander Gibbs – Homem que fala por gíria 1
- Al White – Homem que fala por gíria 2
- David Leisure – Krishna
- Howard Jarvis – passageiro no táxi
- Mary Mercier – Shirley, senhora que põe ovos pela boca
- Ethel Merman – tenente Hurwitz
- Lee Terri – esposa de Clarence Oveur
- Howard Jarvis – passageiro no táxi
- Jesse Emmett – passageiro indiano
- Cyril O"Reilly – soldado
- Amy Gibson – namorada do soldado
- David Hollander – garoto com café
- Michelle Stacy – garota com café
- Howard Honig – Jack, senhor
- Maureen McGovern – freira
- Ann Nelson – passageira idosa enforcada
- Kenneth Tobey – Neubauer, controlador de voo
- William Tregoe – Jack Kirkpatrick, comentarista de TV
- Jimmie Walker – Limpador de pára-brisa
- Charlotte Zucker – senhora da maquiagem borrada
- Otto – piloto automático inflável

## Produção
Jerry Zucker, Jim Abrahams e David Zucker (coletivamente conhecidos como Zucker, Abrahams e Zucker, ou também pelo acrônimo "ZAZ"), escreveram Airplane! enquanto se apresentavam no Kentucky Fried Theatre, um pequeno teatro que fundaram em 1971. Para obterem material para esquetes de comédia, eles rotineiramente gravavam programas de televisão e reviam as fitas mais tarde principalmente para determinar os cortes para os intervalos comerciais desses quadros. Durante um desses processos de gravação, eles gravaram involuntariamente o filme Zero Hour! de 1957. Enquanto analisava os comerciais, eles descobriram que o longa era um "filme perfeitamente estruturado classicamente", de acordo com Jerry Zucker. Abrahams mais tarde descreveu Zero Hour! como "a versão séria de Airplane!". Foi o primeiro roteiro de filme que eles escreveram juntos, sendo concluído por volta de 1975, e foi originalmente chamado The Late Show. O script originalmente ficou perto do diálogo e enredo de Zero Hour!, pois o trio considerou que eles não tinham uma compreensão suficiente do filme na época para estruturar um roteiro melhor adaptado. O roteiro dos ZAZ foi "emprestado", em sua maior parte, do filme Zero Hour!, tanto que eles precisaram negociar os direitos para a criação de um "remake" do filme e garantir a realização da comédia de acordo com a lei de direitos autorais. Eles conseguiram obter os direitos da Warner Bros e da Paramount por cerca de US$ 2.500 na época.
O trio conheceu o diretor John Landis, que os incentivou a escrever um filme baseado em seus esboços de teatro. Eles conseguiram escrever o filme The Kentucky Fried Movie, que foi lançado em 1977, e entraram em um set de filmagem pela primeira vez. David Zucker disse: "Foi a primeira vez que estivemos em um set de filmagem. Aprendemos muito. Aprendemos que se você realmente quisesse que um filme saísse do jeito que você queria, você teria que dirigir. Então, para o nosso próximo filme, Airplane!, decidimos dirigí-lo nós mesmos".
As filmagens duraram 34 dias, sendo rodadas principalmente em agosto de 1979. Jerry Zucker estava ao lado da câmera durante as filmagens, enquanto David Zucker e Jim Abrahams assistiam ao vídeo para ver como o filme seria; eles conferiram cena por cena depois de cada take.

### Escolha do elenco
David Zucker explicou que "o truque era lançar atores como Robert Stack, Leslie Nielsen, Peter Graves e Lloyd Bridges. Essas pessoas que, até aquele momento, nunca tinham atuado em alguma comédia. Achamos que eles seriam muito mais engraçados do que os comediantes daquela época". David Zucker achava que Robert Stack era o ator mais importante a ser escalado, já que ele era o "pivô" do enredo do filme. Stack inicialmente desempenhou seu papel de uma maneira diferente do que os diretores tinham em mente. Mostraram-lhe uma fita de John Byner imitando Robert Stack. De acordo com os produtores, Stack estava "fazendo uma imitação de John Byner imitando o próprio Stack". Robert não estava inicialmente interessado no papel, mas os ZAZ convenceu-o a fazer a atuação. Os filhos de Lloyd Bridges aconselharam-no a participar. Peter Graves inicialmente rejeitou o roteiro, considerando-o insípido. Nos comentários do DVD do filme, Abrahams disse: "Eu não entendo. O que ele achava insípido em relação à pedofilia?" Eles lançaram o relativamente desconhecido Robert Hays, que naquele momento era co-estrela na série americana Angie, e Julie Hagerty para completar o elenco.
Os escritores e diretores do filme, assim como os membros de suas próprias famílias, apareceram brevemente em diversos trechos do filme. David e Jerry aparecem logo no começo do longa interpretando os dois taxiadores de avião no aeroporto de Los Angeles que acidentalmente fazem um 747 bater em uma das janelas do terminal. Abrahams atua como um dos pregadores religiosos espalhados pelo saguão do aeroporto. Charlotte Zucker (a mãe de David e Jerry) fez a mulher que tenta aplicar maquiagem no avião durante uma turbulência. Sua irmã Susan Breslau é a segunda bilheteira do aeroporto. A mãe de Jim Abrahams interpretou a mulher sentada inicialmente ao lado do Dr. Rumack.
Outros atores adicionais foram integrados ao elenco para ajudar em diversas cenas humorísticas, como Barbara Billingsley, que havia atuado na série Leave It to Beaver; ela faz uma pequena aparição interpretando uma mulher que ajudava a traduzir o que os dois passageiros estrangeiros estavam dizendo à aeromoça Randy. Maureen McGovern aparece como a irmã Angelina, uma paródia da freira do filme Airport 1975. Jimmie Walker aparece como o homem que "abre o capô" do avião e verificando o óleo antes da decolagem; Walker também teve um papel menor no filme de desastre aéreo The Concorde... Airport '79. A cantora Ethel Merman - em sua última aparição no cinema - interpreta um soldado masculino em estado de choque que está subconsciente convencido de que ele é a própria Ethel Merman, num dos flashbacks de Ted Striker. A estrela da NBA, Kareem Abdul-Jabbar atuou como o co-piloto Roger Murdock, onde é revelado no decorrer do filme que o personagem trata-se do próprio Kareem vivendo uma vida dupla secreta. Nos comentários do DVD, Zuckers e Jim Abrahams revelaram que o papel de Kareem Abdul-Jabbar, do co-piloto Roger Murdock, era originalmente destinado à estrela do beisebol Pete Rose, mas devido à agenda cheia de Rose e de seu compromisso com o beisebol, ele teve que recusar o papel.

### Trilha sonora
Em 1980, uma trilha sonora de LP para o filme foi lançada pela Regency Records e incluiu todas as canções instrumentais do filme. Das músicas desse LP, apenas uma foi cantada: "Love Theme from Airplane" foi interpretada pelo radialista Shadoe Stevens, sendo composta pelo maestro Elmer Bernstein. Em seu lançamento europeu, o LP sofreu algumas mudanças.
Em 28 de abril de 2009, a La-La Land Records anunciou que lançaria o primeiro álbum oficial de Airplane!, contendo as canções instrumentais completas de Bernstein para o filme. A trilha sonora foi lançada digitalmente em 19 de fevereiro de 2013 pela Paramount Music.

## Lançamento
Antes de seu lançamento, os diretores ficaram apreensivos devido a uma resposta medíocre em uma das pré-exibições. Mas o filme recuperou todo o seu orçamento de cerca de US$ 3,5 milhões já em seu primeiro fim de semana de lançamento. Posteriormente, conseguiu arrecadar mais de US$ 83 milhões só nas bilheterias da América do Norte. No total mundial, Airplane! arrecadou cerca de US$ 130 milhões.

### Aclamação da crítica e legado
"Airplane! surgiu em 1980 como uma paródia perspicaz dos filmes de desastre de grande orçamento que dominaram Hollywood durante a década de 1970 [e] introduziu uma avaliação deflacionária muito necessária da tendência dos produtores de filmes teatrais a levar adiante convenções bem-sucedidas de filmes além do ponto da lógica."

—Biblioteca do Congresso
Airplane! recebeu aclamação universal dos críticos e é amplamente considerado como um dos melhores filmes de 1980. Com base em 58 avaliações, compiladas retrospectivamente, o site agregador de críticas Rotten Tomatoes dá ao filme uma pontuação de 97%, classificando o filme como "fresco". O consenso no site diz: "Apesar de ser descaradamente juvenil e tolo, Airplane! é, no entanto, uma comédia cheia de linhas citáveis e piadas que são lembradas e contadas até hoje."
O crítico Roger Ebert do Chicago Sun-Times escreveu: "Airplane! é um filme imaturo, óbvio, previsível, brega e muitas vezes muito engraçado. E a razão dele ser engraçado é justamente pelo fato de ser imaturo, previsível, brega, etc". Janet Maslin do The New York Times escreveu: "Airplane! é mais do que uma agradável surpresa ... É como um remédio para a auto-importância inchada de muitos outros esforços atuais, é apenas o que o médico receitou".
Em 2008, Airplane! foi selecionado pela revista Empire como um dos 500 maiores filmes de todos os tempos. O filme também foi selecionado em uma lista semelhante feita pelo The New York Times chamada The Best 1000 Movies Ever Made. Em 2011, a ABC exibiu um programa especial em seu horário nobre chamado Best in Film: The Greatest Movies of Our Time, que contou os melhores filmes escolhidos pela audiência com base nos resultados de uma pesquisa realizada pela ABC e pela revista People; Airplane! ficou na primeira posição na lista de melhores comédias.
A revista Maxim nomeou o pouso do aeronave no fim do filme como o quarto mais estrondoso "acidente" em filmes de aviões. A fala do personagem de Leslie Nielsen, Dr. Rumack (em resposta à exclamação de Striker "Minha mãe, isso não é sério!") "Mas é sério! E eu não sou mãe de ninguém!" ficou em 79º lugar na lista das 100 melhores citações em filmes americanos da AFI. Em 2000, o American Film Institute listou Airplane! como décimo filme americano mais engraçado de todos os tempos numa lista de 100 filmes. No mesmo ano, os leitores da revista Total Film elegeram o longa como o segundo maior filme de comédia de todos os tempos. Airplane! ficou em segundo lugar na pesquisa britânica 50 Greatest Comedy Films do Channel 4, atrás apenas de A Vida de Brian.
Vários atores foram escalados para mudar suas imagens estabelecidas pelos seus papéis anteriores no cinema: antes de atuarem em Airplane! Nielsen, Stack e Bridges eram conhecidos por interpretar personagens aventureiros e durões. O papel de Robert Stack como o capitão que perdeu a coragem em um dos primeiros filmes de "desastre" aéreo da história, The High and the Mighty (1954), é contrastado com o personagem Rex Kramer de Airplane!, assim como o papel de Lloyd Bridges na televisão entre 1970 e 1971 onde ele fez gerente do aeroporto Jim Conrad na série San Francisco International Airport. Peter Graves estava no filme feito para a televisão SST: Death Flight, no qual um avião supersônico não conseguiu pousar devido a uma emergência.
Leslie Nielsen viu sua carreira impulsionar depois de interpretar o médico Dr. Rumack em Airplane!. O lançamento do filme marcou uma mudança significativa em sua personalidade cinematográfica, com Nielsen passando a atuar mais em comédias utilizando o Deadpan em seus personagens. Uma das atuações mais destacadas de Nielsen depois de Airplane! foi o desastrado policial Frank Drebin na séries de TV Police Squad! e de filmes Naked Gun, no qual também contou com a criação e produção de Jim Abrahams, David Zucker e Jerry Zucker. Anos mais tarde, Leslie também atuou no fracassado Dracula: Dead and Loving It, do cineasta Mel Brooks. O ator ainda atuou em outros filmes como Repossessed (1990), Mr. Magoo (1997), 2001: A Space Travesty (2000) e em dois longas da franquia Scary Movie.
Robert Stack e Lloyd Bridges viram mudanças semelhantes em suas imagens como atores, embora em menor escala. Bridges passou a atuar em comédias similares como Hot Shots!, Hot Shots! Part Deux e Mafia!, bem como algumas aparições na sitcom Seinfeld da NBC; enquanto Stack assumiu papéis cômicos em Caddyshack II, Beavis and Butt-Head Do America e BASEketball.
Vários membros do elenco que tiveram papéis menores em Airplane! ficaram mais conhecidos em outros papéis posteriomente. Gregory Itzin, que apareceu como um dos fanáticos religiosos do aeroporto, representou o presidente Charles Logan na aclamada série de TV da Fox 24. Michael Warren, que é visto como um dos pacientes no hospital durante o flashback de Ted (e que também tinha sido companheiro de equipe de Abdul-Jabbar no time de basquete do UCLA Bruins), interpretou Bobby Hill em Hill Street Blues.

## Influências
Peter Farrelly disse sobre o filme: "Eu estava em Rhode Island na primeira vez que assisti Airplane!, ao vê-lo pela primeira vez foi como ir a um grande show de rock, como ver o Led Zeppelin ou os Talking Heads. O que vi foi um tipo muito específico de comédia que agora chamamos de escola Zucker-Abrahams-Zucker." Farrelly, junto com seu parceiro de escrita Bennett Yellin, enviou um roteiro de comédia para David Zucker, que em troca deu a eles seu primeiro emprego de escritor de Hollywood. Farrelly disse: "Vou lhe dizer agora, se os Zucker não existissem, não haveria os irmãos Farrelly".
O documentário Jews and Baseball: An American Love Story, lançado trinta anos depois de Airplane!, se inicia com uma cena do filme.
No filme de 2012 Ted, o personagem principal John Bennett (interpretado por Mark Wahlberg), conta a história de como conheceu sua namorada Lori Collins (interpretada por Mila Kunis). O flashback utilizado na cena em questão é uma recriação próxima da cena em que Ted Striker conta como conheceu Elaine Dickinson na discoteca.
No início de 2014, a companhia aérea Delta Air Lines passou a apresentar um reclame comercial para televisão que apresentava muitas referências da década de 1980, incluindo o jogador de basquete Kareem Abdul-Jabbar revivendo o co-piloto Roger Murdock como fez em Airplane!

## Sequência
O filme ganhou a sequência, Airplane II: The Sequel, que foi lançada em 10 de dezembro de 1982 nos Estados Unidos; The Sequel tentou abordar o gênero de ficção científica, embora ainda houvesse ênfase no tema geral dos filmes de desastre. Mesmo com a maioria do elenco do primeiro filme ter se reunido para esta sequência, os escritores e diretores do primeiro filme decidiram não se envolver na produção. Nos comentários do DVD de Airplane! David Zucker, Jim Abrahams e Jerry Zucker afirmam nunca terem tido vontade de realizar uma continuação para o filme.
Ao contrário do primeiro filme, Airplane II não conseguiu cair na popularidade, sendo recebido com críticas mistas e arrecadando cerca de US$ 27 milhões (contra um orçamento de US$ 15 milhões).

## Prêmios e indicações

### Prêmios
Writers Guild of America
- Melhor comédia adaptada: 1981[35]

National Film Preservation Board
- Registro em filme nacional: 2010[36]

### Indicações
Golden Globe
- Melhor filme - comédia/musical: 1981[37]

BAFTA
- melhor roteiro: Jim Abrahams, Jerry Zucker, David Zucker - 1981[38]

Satellite Awards
- melhor DVD clássico: 2005[39]
- melhores extras em DVD: 2005

Young Artist Awards
- Melhor comediante jovem - masculino: Ross Harris - 1981[40]
- Melhor comediante jovem - feminino: Jill Whelan - 1981